# Robert Kunicki
Robert August Kunicki ps. „Jan Rozłucki” (ur. 1881 w Złotonoszy, zm. 29 października 1914 w Mołotkowie) – działacz socjalistyczny i niepodległościowy, rotmistrz Legionów Polskich, kawaler Orderu Virtuti Militari, komendant szef Żandarmerii Polowej przy cesarskiej i królewskiej Komendzie Legionów Polskich.

## Życiorys
Urodził się w 1881 w Złotonoszy, w guberni połtawskiej.
Uczył się w gimnazjum w Chersoniu. Studiował przyrodoznawstwo na Uniwersytecie w Kijowie, a następnie w latach 1900-1904 weterynarię na Uniwersytecie w Dorpacie oraz w Charkowie. W 1908 pracował w Prywatnej Siedmioklasowej Szkole Handlowej w Suwałkach W latach 1908–1912 był asystentem w Instytucie Weterynaryjnym w Charkowie. W 1912 habilitował się i objął jako docent kierownictwo działu zootechnologicznego w Okręgowej Stacji Doświadczalnej Rolniczej w Charkowie. Z dniem 1 stycznia 1914 objął katedrę w Akademii Rolniczej w Dublanach. Opublikował szereg prac naukowych z dziedziny mleczarstwa i hodowli bydła.
W czasie studiów w Charkowie został członkiem PPS (od 1905) oraz jej Organizacji Bojowej, w której ukończył kursy bojowe i pracował na jej rzecz jako technik. Po rozłamie w PPS pozostał w PPS-Frakcji Rewolucyjnej, a z czasem odsunął się od czynnej działalności w partii. W 1914 r. wstąpił do Związku Strzeleckiego. 
W momencie wybuchu I wojny światowej Kunicki znalazł się w oddziałach organizowanych przez J. Piłsudskiego. Razem z M. Dąbkowskim, Janem Jur-Gorzechowskim oraz Wacławem Harasymowiczem opracował regulamin i instrukcję służbową żandarmerii. 15 września 1914 generał Rajmund Baczyński mianował go komendantem szefem Żandarmerii Polowej 1. Polskiego Legionu w randze komendanta kompanii i przydzielił do sztabu c. i k. Komendy 1-go Polskiego Legionu. Razem z nią udał się na front karpacki. Prawdopodobnie 9 października 1914 otrzymał stopień rotmistrza żandarmerii. Poległ 29 października 1914 w bitwie pod Mołotkowem. 
17 maja 1922 odznaczono go pośmiertnie orderem wojskowym „Virtuti Militari" V klasy.
Robert Kunicki był żonaty z Marią z Wimutów ps. „Malwina”, lekarką, działaczką socjalistyczną i niepodległościową, z którą miał córkę Joannę (1907–1943), psychologa, ofiarę obozu koncentracyjnego Auschwitz.

## Ordery i odznaczenia
- Krzyż Srebrny Orderu Wojskowego Virtuti Militari nr 7693 – pośmiertnie, 17 maja 1922[17][18][19]
- Krzyż Niepodległości z Mieczami – pośmiertnie, 19 grudnia 1930 „za pracę w dziele odzyskania niepodległości”[20][21][22]